# Большая хоральная синагога (Санкт-Петербург)

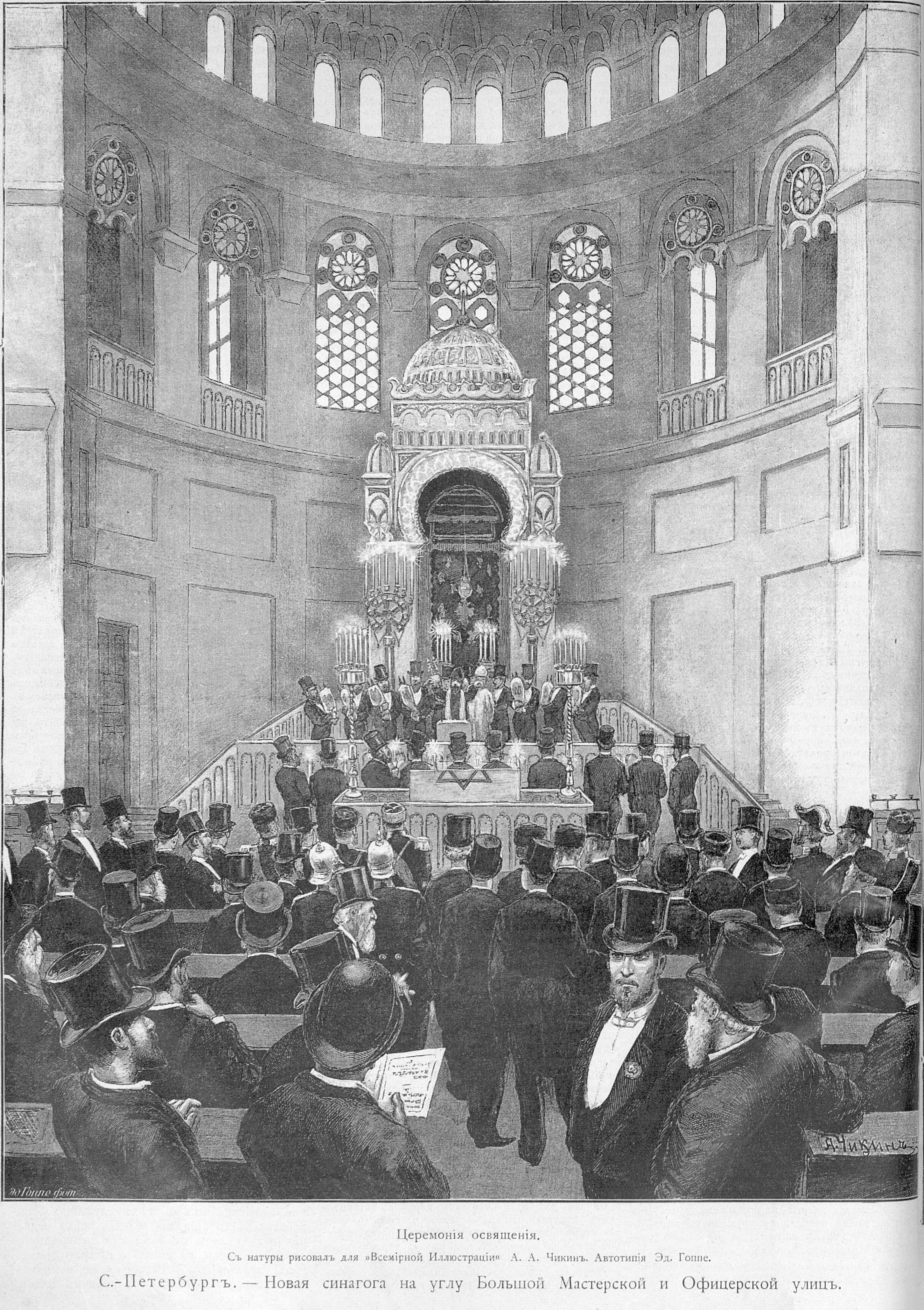
Церемония освящения

Большая хоральная синагога, (ивр. בית הכנסת הכוראלי הגדול בסנקט פטרבורג‎) — синагога в Санкт-Петербурге по адресу Лермонтовский проспект, дом № 2. Возведена в 1883—1893 годах по проекту архитекторов И. И. Шапошникова и Л. И. Бахмана при участии В. В. Стасова и Н. Л. Бенуа. Является центром духовной жизни евреев Петербурга.

## История
В середине XIX века еврейская община Санкт-Петербурга насчитывала около 10 тысяч человек. У неё было несколько небольших молелен по всему городу, но для удовлетворения религиозных нужд этого было недостаточно. Поэтому по инициативе общины было начато строительство новой синагоги. Главными спонсорами выступили барон Гинцбург и первый председатель еврейской общины города, предприниматель и меценат С. С. Поляков. Проект здания выполнили архитекторы И. И. Шапошников и Л. И. Бахман при участии В. В. Стасова и Н. Л. Бенуа. Строительство велось архитектором А. В. Маловым и было завершено в 1893 году.
Здание синагоги построено в восточном, мавританском стиле. Вестибюль обладает уникальной акустикой — слова, произнесённые шёпотом, можно услышать на расстоянии более 10 метров.
После постройки синагоги были закрыты все молельни в городе по постановлению Комитета министров 1869 года. Это привело к трудностям для отправления обрядов, так как здание не могло вместить всех в нём нуждающихся.
В 1909 году вдоль участка синагоги вместо ветхого деревянного забора была выстроена каменная ограда.
29 июня 1929 года вышло постановление Президиума Ленсовета о закрытии еврейской религиозной общины, 17 января 1930 года решением Президиума Леноблисполкома была закрыта и синагога. Однако после жалобы евреев в высший законодательный орган страны того времени — ВЦИК — 1 июня 1930 года синагога была открыта вновь.
С 1943 по 1973 год раввином Ленинградской синагоги был раввин Лубанов.
Перед XXII летними Олимпийскими играми 1980 года, проводившимися в Москве, Ленинграде и Таллине, синагога попала в число основных экскурсионных объектов, поэтому в 1978 году государство выделило средства на реконструкцию и ремонт здания. Работы проводились под руководством К. А. Плоткина.
В 1991 году по инициативе Общества «Шамир» была открыта дневная школа при синагоге.
В мае 2012 года произошёл акт вандализма — на заборе синагоги была нарисована свастика.
8 декабря 2013 года синагога отметила своё 120-летие. К этому событию был написан новый свиток Торы, выпущен «Почтой России» конверт, юбилейная медаль в трёх вариантах (золотая, серебряная, простая). В 12:00 выстрел с Нарышкина бастиона Петропавловской крепости впервые в истории Петербурга был дан в честь юбилея Синагоги. Его произвели главный раввин Санкт-Петербурга М.-М. Певзнер и председатель петербургской еврейской общины М. Д. Грубарг.
Памятные медали также выпускались к 100, 110 и 120-летиям Синагоги Санкт-Петербурга.

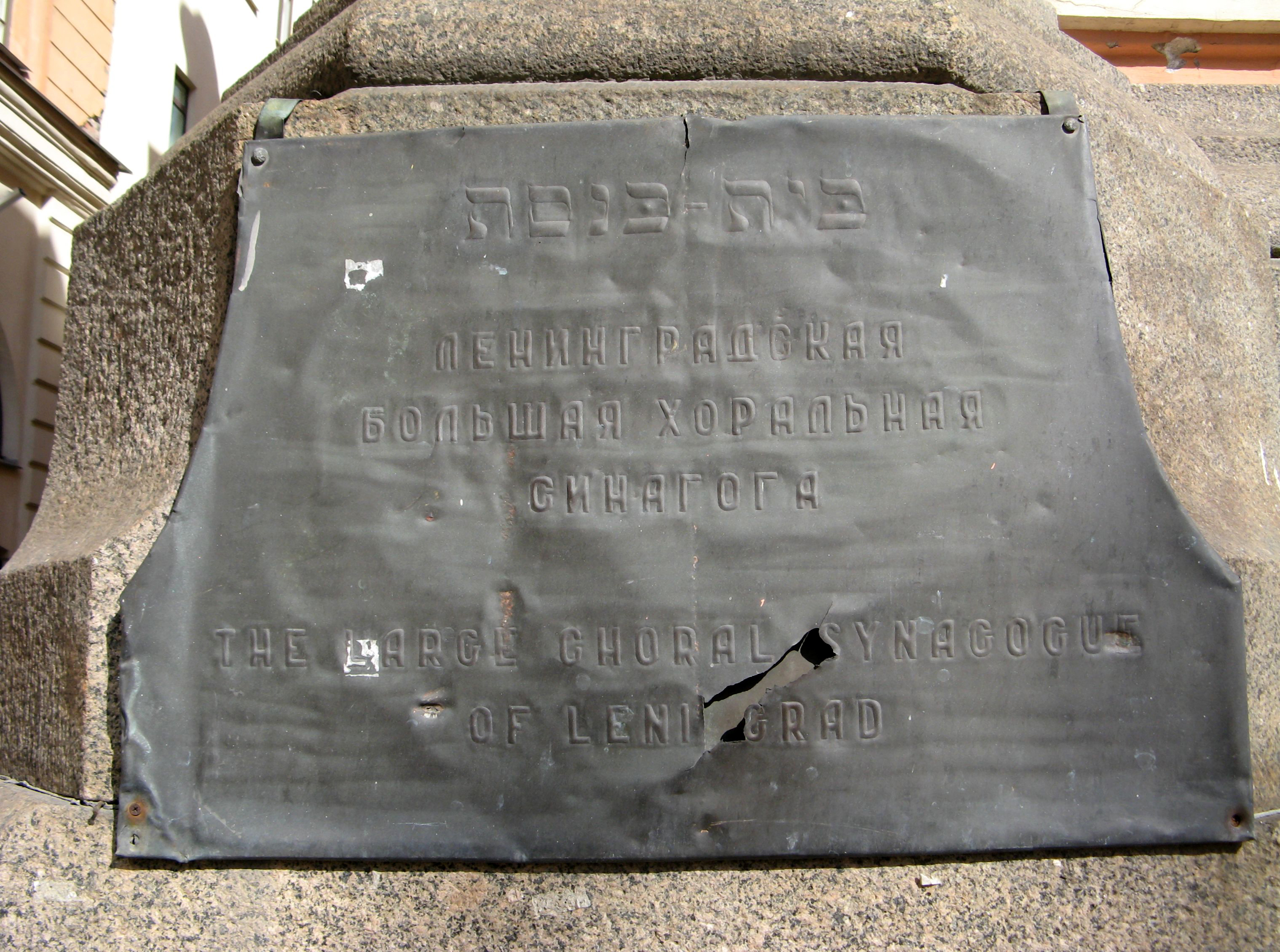
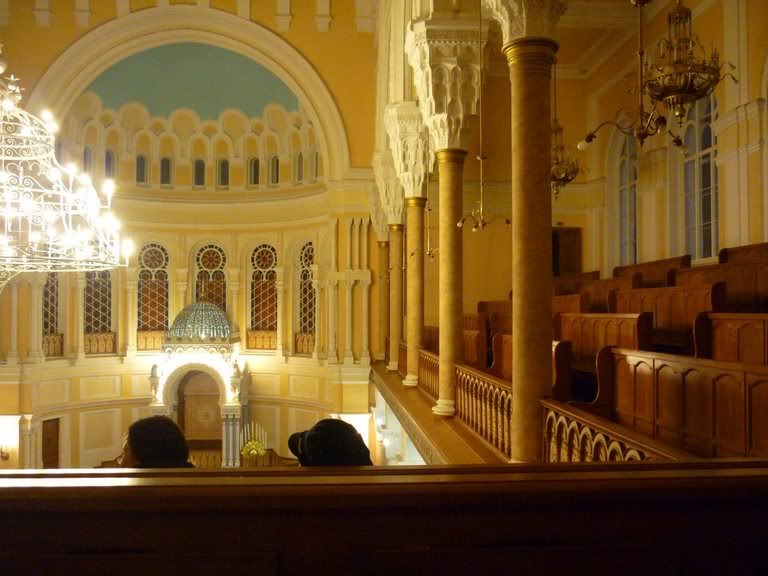
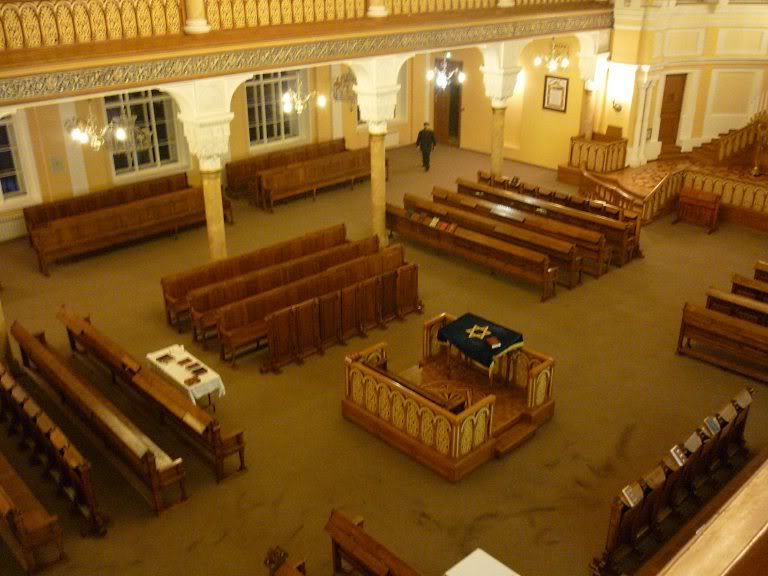
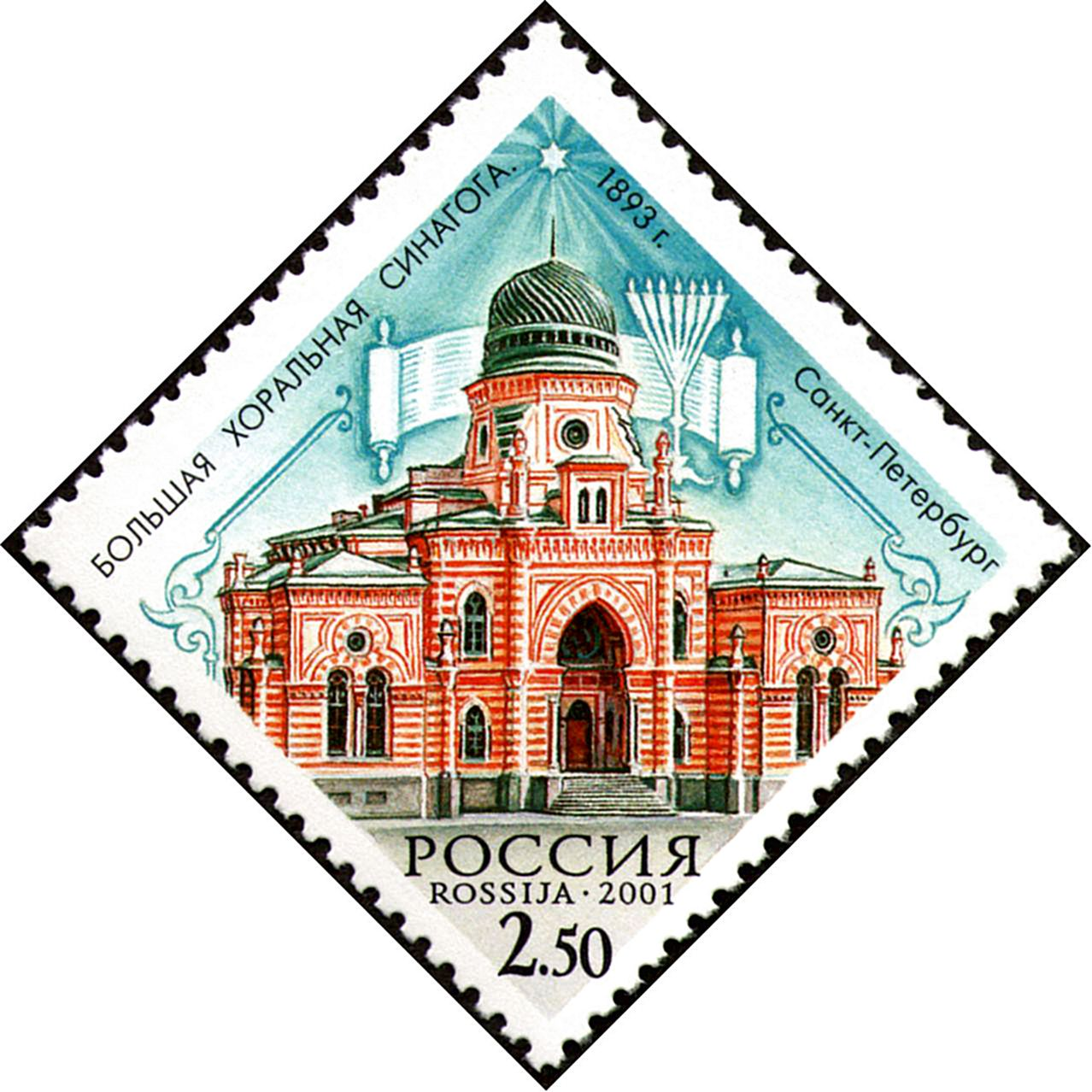
На почтовой марке 2001 года